# Bordeelscène (schilderkunst)

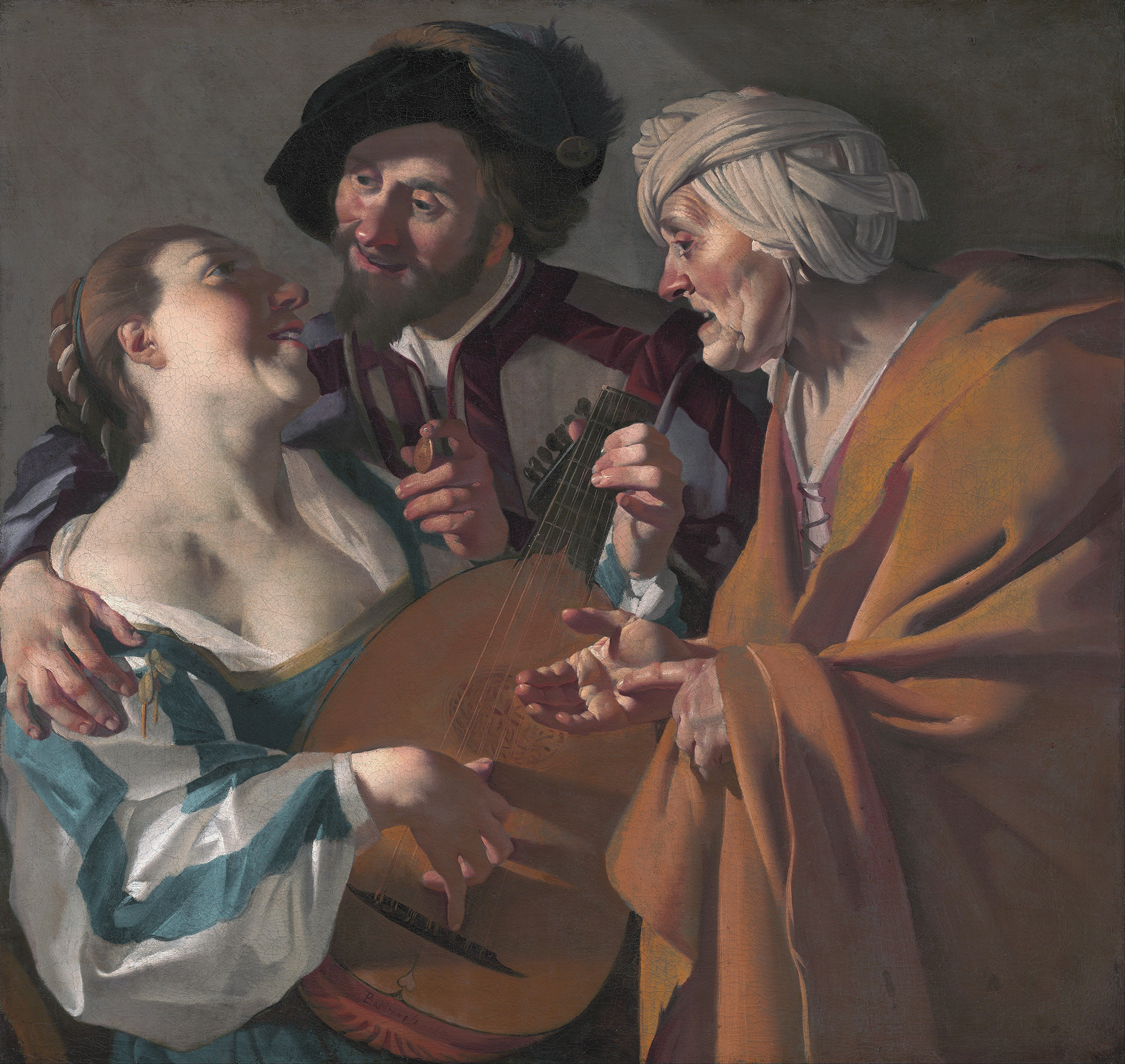
De koppelaarster wijst met de vinger op de hand, aangevende dat er geld moet worden verdiend, terwijl de man geld aanbiedt. (Dirck van Baburen, 1622)

Een bordeelscène of bordeeltje is  een genre in de schilderkunst dat in de Gouden Eeuw populariteit genoot. Bordeeltjes werden voornamelijk vervaardigd in de Noordelijke Nederlanden.

## Kenmerken
In de 16e eeuw werden voornamelijk ongelijke liefdesrelaties afgebeeld in dergelijke schilderijen. Deze afbeeldingen toonden een jonge vrouw die zich liet verleiden door de rijkdom van een oude man. Een voorbeeld hiervan is Ongelijke liefde van Quinten Massijs.. Een ander thema dat in die tijd voorkwam, waren variaties op de Bijbelse parabel van de Verloren Zoon, zoals te zien is op het gelijknamige schilderij van Jan van Hemessen. Daarnaast waren er ook voorstellingen van herbergscènes en vrolijke gezelschappen die verwezen naar de zeven klassieke hoofdzonden.
In de 17e eeuw werd het thema verder uitgebreid met afbeeldingen van het moment waarop een vrouw haar lichaam verkoopt. Kenmerkend voor een bordeeltje uit de 17e eeuw was de aanwezigheid van een prostituee, een klant en een koppelaarster. De prostituee werd vaak afgebeeld als een verleidelijke en vrolijke vrouw, de klant als een misleide en dronken man, en de koppelaarster als een verdroogde oude vrouw.
Daarnaast waren er bepaalde attributen die geassocieerd werden met prostitutie, zoals een laag uitgesneden decolleté, een hoofdtooi met veren, rode kousen, vruchten, oesters en geld. Handgebaren, zoals een vinger in een pijpenkop, of een wijnglas vasthouden bij de steel, wezen ook op koopbare liefde. De personages in de voorstelling kunnen ook symbolisch worden geïnterpreteerd. Zo kan de oude koppelaarster gezien worden als een symbool van vergankelijkheid: een vrouw die van haar schoonheid is vervallen tot ouderdom.
Bordeeltjes waren over het algemeen stereotiepe afbeeldingen die een moraliserende boodschap aan de toeschouwer moesten overbrengen. Ze dienden als exempla contraria; voorbeelden van verkeerd gedrag om zo goed gedrag aan te moedigen. Hoewel bordeeltjes tot op zekere hoogte gebaseerd waren op de werkelijkheid, gaven ze slechts een selectief beeld van de prostitutie in die tijd. Hierdoor ontstaat, wanneer men de schilderijen letterlijk interpreteert, een vertekend beeld van de werkelijke omstandigheden. Bijvoorbeeld, de koppelaarster was niet altijd een oude vrouw; soms was het een prostituee die in goeden doen was geraakt en een eigen nering had opgezet..